# Fritz Huhnen
 Fritz Huhnen 

Fotograf: unbekannt

Link zum Foto

(Bitte Urheberrechte beachten)
Friedrich Wilhelm Huhnen, genannt Fritz Huhnen (* 26. Dezember 1895 in Krefeld; † 15. Dezember 1981 in Willich), war ein deutscher Kunstmaler, Illustrator und Bühnenbildner.

## Leben
Fritz Huhnen war das älteste von vier Kindern der Eheleute Johann Heinrich (1863–1942) und Luise Huhnen, geb. Lürenbaum (1865–1941), die eine Bäckerei in Krefeld hatten.
Nach der Schulzeit absolvierte Huhnen zunächst ab 1911 auf Wunsch seiner Eltern eine Architektenlehre und besuchte anschließend die Handwerker- und Kunstgewerbeschule Krefeld sowie die Kunstgewerbeschule Düsseldorf. Ab 1915 arbeitete er als freier Maler in Krefeld. Während des Ersten Weltkrieges wurde Huhnen in der Schlacht um Verdun verwundet und deshalb als Bühnenmaler im Fronttheater im 50 km nördlich von Verdun gelegenen Montmédy (Lothringen) eingesetzt. Danach folgte eine Verwendung als Kriegsmaler im belarussischen Bjarosa.
Nach Kriegsende fand Huhnens erste Ausstellung 1919 in der Krefelder Buch- und Kunsthandlung Greven statt. Wie Helmuth Macke, Ewald Mataré, Heinrich Nauen und Otto Pankok, war auch Huhnen Mitglied der Künstlervereinigung Das Junge Rheinland geworden. 1921 war er mit mehreren expressionistischen Werken auf der Ausstellung der Vereinigung in Düsseldorf vertreten. Huhnen wurde ebenfalls Mitglied des avantgardistischen Krefelder Vereins für Neue Kunst. Es folgte eine Ausstellung in der Düsseldorfer Galerie Alfred Flechtheim. Huhnen stand in dieser Zeit in engem Kontakt zu Künstlerkollegen wie Heinrich Campendonk, Johan Thorn-Prikker, und Max Creutz.
Ab 1924 war er zudem als Bühnenbildner und künstlerischer Beirat für das Stadttheater Krefeld tätig (bis zu seinem Tod) und arbeitete darüber hinaus von 1926 bis 1973 als Zeichner von mit kleinen Texten versehenen Bildergeschichten für den Generalanzeiger und die Westdeutsche Zeitung. 1930 erwarb das Kaiser-Wilhelm-Museum einige seiner Werke, die 1937 in der von den Nationalsozialisten propagandistisch instrumentalisierten Ausstellung Entartete Kunst in München ausgestellt wurden. Seit 1933 stellte Huhnen nicht mehr aus, blieb ansonsten aber vom Regime unbehelligt.
Während des Zweiten Weltkrieges wurde Krefeld mehrfach von den Alliierten bombardiert. Der schwerste Angriff fand in der Nacht vom 21. auf den 22. Juni 1943 durch die Royal Air Force statt. Bei diesem Angriff wurden auch sowohl das Theater, als auch Huhnens Privatwohnung zerstört, wobei seine gesamten bis zu diesem Zeitpunkt entstandenen und an beiden Orten gelagerten Werke vernichtet wurden. So sind aus seiner Schaffenszeit vor 1943 nur die wenigen Werke erhalten, die Huhnen bis dahin bereits verkauft oder verschenkt hatte. Da Theater und Wohnung in Krefeld zerstört waren, ging Huhnen zusammen mit dem Theaterensemble für einige Monate nach Hirschberg in Niederschlesien, wurde jedoch bei seiner Rückkehr noch in den letzten Kriegsmonaten zum Militärdienst eingezogen und geriet schließlich in britische Kriegsgefangenschaft, aus der er aber im Sommer 1945 bereits wieder entlassen wurde. 1947 trat Huhnen der Münchener Künstlervereinigung Neue Gruppe bei und arbeitete als freischaffender Künstler in Krefeld.

### Werke (Auswahl)
- 1923: Edgar Allan Poe: Hop-Frog. Fantastic Tale, Westermann Verlag, Braunschweig (Illustrationen)
- 1955: Autor des Buches Gute, Böse und Krefelder
- 1975: Christian Morgenstern: Palmström, Krefelder Kunstverein, (Illustrationen)
- 1978: Nikolai Wassiljewitsch Gogol: Der Mantel, Krefelder Kunstverein, (Illustrationen)
- 1980: Franz Kafka: Die Verwandlung, Krefelder Kunstverein, (Illustrationen)

Neben Buchillustrationen, Bildergeschichten, Bühnenbildern u. ä. schuf Huhnen auch Werke im öffentlichen Raum in Krefeld. So entstanden ab 1950 verschiedene Wandgemälde. Des Weiteren schuf er 1962 einen Wandteppich für eine Schule.

### Ehrungen
1961 wurde Huhnen die Thorn-Prikker-Ehrenplakette, die höchste Auszeichnung der Stadt Krefeld im Bereich der Kunst, verliehen. Zu seinem 70. Geburtstag erhielt er 1965 als erster die städtische Ehrenplakette, 1966 gefolgt vom Ehrenschild der Stadt Krefeld. Huhnen wurde unter großer Anteilnahme der Bevölkerung in einem Ehrengrab auf dem Krefelder Hauptfriedhof bestattet. In Krefeld wurde zudem die Fritz-Huhnen-Straße ihm zu Ehren benannt.